# Judy of Rogue's Harbor
Judy of Rogue's Harbor (A Pequena Fada da Irlanda (título em Portugal) ) é um filme de drama mudo norte-americano de 1920, dirigido por William Desmond Taylor e estrelado por Mary Miles Minter. Foi baseado no romance homônimo de Grace Miller White. É agora um filme perdido.